# Джинси, як символ дружби
«Джинси, як символ дружби», інша назва «Джинси-талісман» (англ. The Sisterhood of the Traveling Pants) — американська романтична комедія 2005 року.

## Сюжет
Дівчата Тіббі, Кармен, Бріджит та Лена зростали поруч та здружилися від перших днів народження. Та настала мить, коли вони вперше під час канікул мали перебувати далеко одна від одної. Перед тим, як роз'їхатися, вони купили джинси, які дивним чином підходили кожній з них, і уклали жартівливий меморандум про джинси, як символ їхньої дружби, які мають певний час по черзі перебувати у кожної з подруг. Через збіг обставин чи за іронією долі джинси й справді відіграли у житті дівчат значну роль.

## У ролях
| Актор           | Роль                |
| --------------- | ------------------- |
| Ембер Темблін   | Тіббі Роллінс       |
| Америка Феррера | Кармен Ловелл       |
| Блейк Лайвлі    | Бріджит Вріленд     |
| Алексіс Бледел  | Лена Калігаріс      |
| Бредлі Вітфорд  | Альберт «Ел» Ловелл |
| Ненсі Тревіс    | Лідія Родман        |
| Кайл Шмід       | Пол Родман          |
| Емілі Теннант   | Кріста Родман       |
| Рейчел Тікотін  | Крістіна            |
| Дженна Бойд     | Бейлі Графман       |
| Майкл Раді      | Костас Дунас        |
| Майк Фогель     | Ерік Річман         |
| Леонардо Нам    | Браян               |
| Ерні Лайвлі     | Франц Вріленд       |

## Критика
Фільм був високо оцінений критиками. На Rotten Tomatoes фільм отримав оцінку 82% на основі 151 відгуків від критиків і 78% від більш ніж 250 000 глядачів.

## Нагороди
Фільм та його виконавці отримали більше десяти номінацій на кінопремії, але в результаті лише Америка Феррера завоювала премію Imagen Awards за найкращу жіночу роль.